# Synagoge (Mainstockheim)

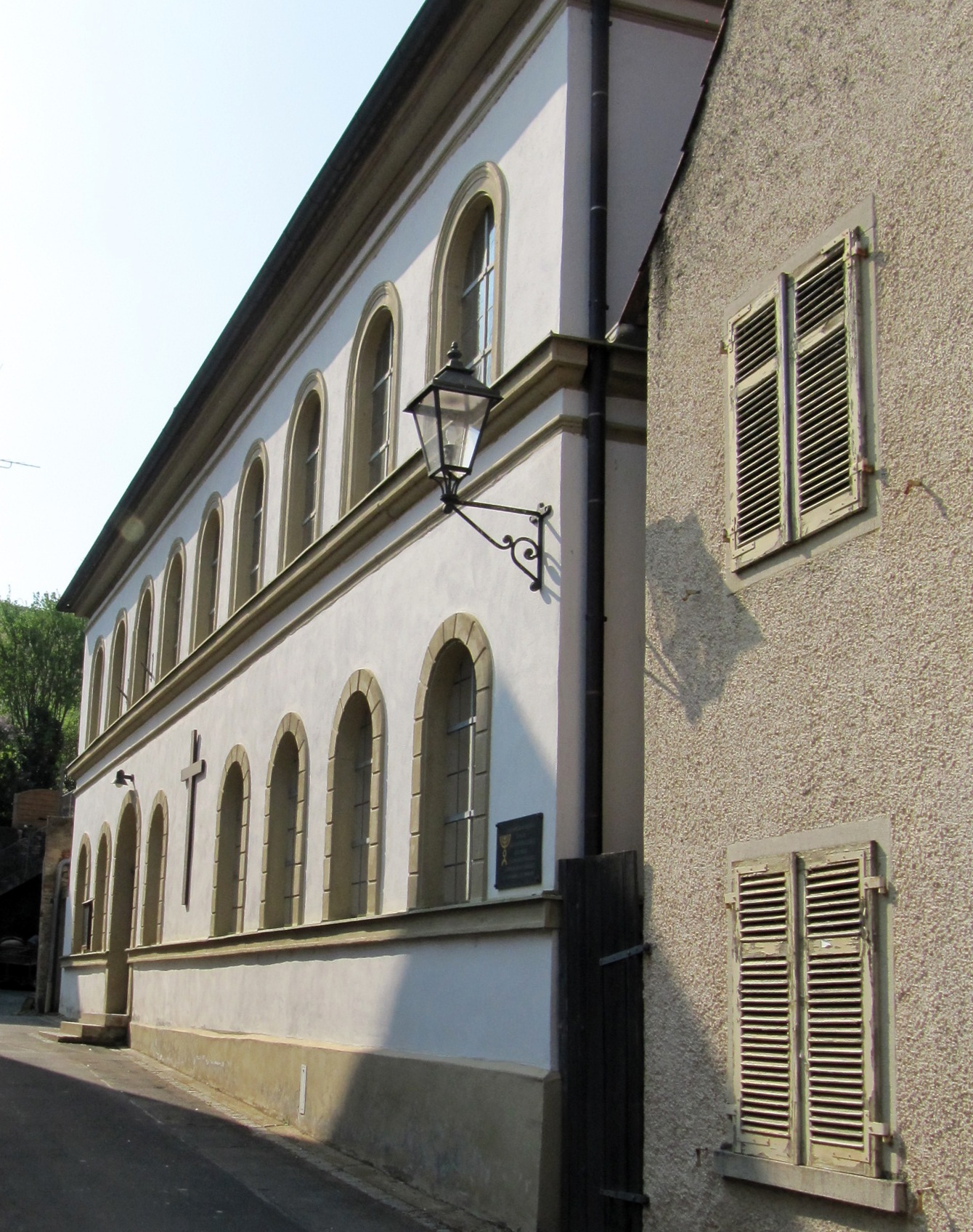
Ehemalige Synagoge in Mainstockheim mit Rundbogenfenstern

Die Synagoge in Mainstockheim, einer Gemeinde im unterfränkischen Landkreis Kitzingen in Bayern, wurde 1836 erbaut. Die profanierte Synagoge mit der Adresse An der Synagoge 9 ist ein geschütztes Baudenkmal.
Heute befindet sich in diesem Gebäude die katholische Kirche St. Gumbertus, eine Filialgemeinde von St. Johannes in Kitzingen.

## Geschichte
Es bestand bereits eine ältere Synagoge in Mainstockheim. In dem neuen zweigeschossigen Walmdachbau mit Fenstern, die einen charakteristischen Rundbogenstil aus der Zeit ihrer Erbauung besitzen, wurde das Inventar aus der alten Synagoge übernommen. Im Gebäude befanden sich auch das Gemeindehaus der jüdischen Gemeinde, das rituelle Bad (Mikwe) und die jüdische Elementarschule. 

### Zeit des Nationalsozialismus
Im Jahr 1936 konnte die jüdische Gemeinde noch das hundertjährige Bestehen der Synagoge feiern.
Beim Novemberpogrom 1938 wurde die Inneneinrichtung der Synagoge einschließlich der Ritualien durch SA-Männer und Ortsbewohner zerstört. Das Gebäude blieb auf Grund des Einschreitens des Bürgermeisters, der die Synagogentüren versiegeln ließ, erhalten. 

### Umnutzung
Nach 1945 waren im Synagogengebäude Wohnungen für Flüchtlingsfamilien eingerichtet. Später kam das Gebäude in den Besitz der katholischen Kirchengemeinde, die es seitdem als katholische Kirche und  Gemeindezentrum verwendet.

## Gedenken
Eine Gedenktafel mit folgendem Text ist am Gebäude angebracht: „Dieses Gebäude, erbaut 1836, diente der Jüdischen Kultusgemeinde als Synagoge. Die Gemeinde gedenkt ihrer ehemaligen jüdischen Mitbürger. Zur Erinnerung und Mahnung“.        